# Louis Adam (militant)
Pour les articles homonymes, voir Louis Adam et Adam (homonymie).
Marie Philippe Louis Adam (Soissons, 23 novembre 1812 - 1865) était un ouvrier et militant républicain, puis communiste.
Louis Adam travaillait toute la nuit à Paris comme doreur sur bois, et demeurait rue Tirechape (ancien 4e arr., aujourd'hui 1er). Il semble avoir par la suite exercé différentes activités (cordonnier, journaliste...).
Très tôt investi dans le mouvement républicain, il est emprisonné à La Force pour complot, du 20 janvier au 23 mars 1832. 
Il collabora avec Auguste Blanqui en s'occupant notamment de la presse. Il aurait participé à la Société des Amis du Peuple et à l'émeute du 13 avril 1834.
Adam s'impliqua dans la révolution de 1848. En juin 1848, il était sur la liste des candidats socialistes de la Seine, en compagnie d'Étienne Cabet, Pierre Leroux, Charles Lagrange, Pierre-Joseph Proudhon, Marc Caussidière, François Raspail et Théophile Thoré. Il obtint 59 650 voix, mais ne fut pas élu.
En avril 1850, il participa à une tentative d'organisation commune entre blanquistes français exilés à Londres, marxistes et chartistes britanniques, la Société universelle des communistes révolutionnaires. Il signa son document fondateur avec Barthélemy et Jules Vidil (autres blanquistes), Marx, Engels et August Willich pour la Ligue des communistes, et G. J. Harney pour la fraction révolutionnaire du chartisme. La Société fut liquidée début octobre, à la suite de la scission intervenue au sein de la Ligue des communistes. Les blanquistes londoniens, dont Adam, en tinrent rancune à Karl Marx.
Adam avait également adhéré à la franc-maçonnerie. En 1865, il était membre de la loge des « Gymnosophistes ».
La fin de sa vie est mal connue.